# Brian Morris, Baron Morris of Castle Morris
Brian Robert Morris, Baron Morris of Castle Morris (* 4. Dezember 1930, Cardiff; † 30. April 2001) war ein britischer Akademiker und Dichter.
Brian Morris besuchte die Cardiff High School und studierte, nachdem er seinen Militärdienst abgeleistet hatte, am Worcester College der Universität Oxford Englisch. Nach seinem Abschluss 1954 blieb er zunächst als Lehrer an der Universität in Oxford, bevor er 1956 nach Stratford upon Avon an das Shakespeare Institute wechselte. 1958 übernahm er eine Stelle an der Universität Reading, von wo er 1967 an die Universität York ging. 1971 übernahm er eine Professur für Englisch an der Universität Sheffield.
Morris war zwar in Wales geboren worden, lernte aber erst später im Leben die walisische Sprache. Er begann bereits in seiner Militärdienstzeit Gedichte zu schreiben, seine Gedichte wurden aber zuerst in seiner Zeit an der Universität Sheffield veröffentlicht. In diesen Gedichten zeigte Morris sich als walisischer Nationalist. 1980 übernahm er die Leitung des St David’s University College in Lampeter, an dessen Aufwertung zur Universität von Wales in Lampeter er maßgeblich beteiligt war.
1990 wurde er zum Life Peer ernannt und vertrat die Labour Party im House of Lords. Er nahm den Titel eines Baron Morris of Castle Morris of St Dogmaels in the County of Dyfed zur Unterscheidung sowohl vom erblichen Adelstitel des Baron Morris, wie auch einer Reihe weiterer Life Peers an.
Das sein Einsatz für die Labour Party nach deren Sieg in den Parlamentswahlen 1997 nicht gewürdigt wurde, enttäuschte ihn sehr. Bald danach wurde bei ihm Leukämie festgestellt, an der er 2001 verstarb. Brian Morris war seit 1955 verheiratet; das Ehepaar hatte einen Sohn und eine Tochter.

## Veröffentlichungen
- Brian Morris, Tide Race, 1976
- Brian Morris, Stones in the Brook, 1978
- Brian Morris, The Collected Poems of Brian Morris, Rare Books and Berry, 2001,  ISBN 978-0953995103

## Sonstige Veröffentlichungen
- Brian Morris im Hansard (englisch)

| Personendaten    | Personendaten                                                                                     |
| ---------------- | ------------------------------------------------------------------------------------------------- |
| NAME             | Morris, Brian, Baron Morris of Castle Morris                                                      |
| ALTERNATIVNAMEN  | Morris, Brian; Morris, Brian, Baron Morris of Castle Morris of St Dogmaels in the County of Dyfed |
| KURZBESCHREIBUNG | britischer Akademiker und Dichter                                                                 |
| GEBURTSDATUM     | 4. Dezember 1930                                                                                  |
| GEBURTSORT       | Cardiff, Wales                                                                                    |
| STERBEDATUM      | 30. April 2001                                                                                    |